# Karol Różalski
Karol Różalski (ur. 1849 w Zgierzu, zm. 17 stycznia 1909 w Warszawie) – polski skrzypek, dyrygent, kompozytor drobnych utworów instrumentalnych.

## Edukacja
Uczył się gry na skrzypcach u Apolinarego Kątskiego w Instytucie Muzycznym w Warszawie. W latach 1873–1874 uzupełniał studia muzyczne w Paryżu.

## Kariera
Do 1870 r. grał drugie skrzypce w orkiestrze Teatru Wielkiego w Warszawie. Był członkiem orkiestry Pasdeloup w Paryżu, a następnie orkiestry w Berlinie. Po powrocie do Warszawy (1874) pracował jako nauczyciel gry na skrzypcach w Instytucie Muzycznym, a także wspólnie z Apolinarym Kątskim prowadził orkiestrę symfoniczną. W 1880 r. porzucił pracę w Instytucie Muzycznym i objął stanowisko dyrygenta nowo otwartej operetki w Teatrze Małym w Warszawie. W 1896 r. przejął stanowisko dyrygenta wodewilu, melodramatu oraz muzyki antraktowej w Teatrze Rozmaitości.

## Wybrane utwory
- Twoje oczy : walc na jeden głos [...] skomponowany przez Karola Różalskiego [w:] Bibliotece Cyfrowej Polona [online] [dostęp 2023-03-20]
- Wesołe chwile : mazur Karola Różalskiego [w:] Bibliotece Cyfrowej Polona [online] [dostęp 2023-03-20]
- Karol Różalski, Brunetka Polka [w:] Bibliotece Cyfrowej Polona [online] [dostęp 2023-03-20]
- Karol Różalski, Tout Varsovie : Kadryl : z motywów nowych operetek i wodewilów [w:] Bibliotece Cyfrowej Polona [online] [dostęp 2023-03-20]